# Qassem Lajami
Qassem Lajami (Qatif, 24 de abril de 1996) es un futbolista saudita que juega en la demarcación de defensa para el Al-Qadsiah F. C. de la Liga Profesional Saudí.

## Selección nacional
Tras jugar en las categorías inferiores de la selección, finalmente hizo su debut con la selección de fútbol de Arabia Saudita en un partido de la Copa de Naciones del Golfo de 2023 contra Yemen que finalizó con un resultado de 0-2 a favor del combinado saudita tras un gol de Sumayhan Al-Nabit y Musab Al-Juwayr.

## Clubes
| Club             | País           | Año       | Partidos | Goles |
| ---------------- | -------------- | --------- | -------- | ----- |
| Khaleej Club     | Arabia Saudita | 2015-2019 | 76       | 4     |
| Al-Fateh S. C.   | Arabia Saudita | 2019-2024 | 60       | 1     |
| Al-Qadsiah F. C. | Arabia Saudita | 2024-     | 15       | 0     |